# Seitingen-Oberflacht
Seitingen-Oberflacht è un comune tedesco di 2 583 abitanti,, situato nel land del Baden-Württemberg.